# Bryum isleanum
Bryum isleanum är en bladmossart som beskrevs av Bescherelle 1875. Bryum isleanum ingår i släktet bryummossor, och familjen Bryaceae. Inga underarter finns listade i Catalogue of Life.